# Anomalopus verreauxi
Espèce
Synonymes
- Siaphus simplex Cope, 1864
- Anomalopus godeffroyi Peters, 1867
- Chelomeles pseudopus Günther, 1873

Anomalopus verreauxi est une espèce de sauriens de la famille des Scincidae.

## Répartition
Cette espèce est endémique d'Australie. Elle se rencontre dans le Queensland et en Nouvelle-Galles du Sud.

## Étymologie
Cette espèce est nommée en l'honneur de Jules Verreaux.

## Publication originale
- Duméril & Duméril, 1851 : Catalogue méthodique de la collection des reptiles du Muséum d'Histoire Naturelle de Paris. Gide et Baudry/Roret, Paris, p. 1-224 (texte intégral).